# Demecs Dezső
Demecs Dezső (Bolyk, 1923. november 8. – Pine Bluff, 2002. augusztus 21.) magyar közgazdász, filozófus, egyetemi tanár.

## Élete
A második világháborút követően Olaszországba költözött, ahol 1955-ben az bolognai egyetemen a közgazdasági és kereskedelmi tudományok doktora lett. Tíz év múlva a New York-i State Universityn PhD fokozatot szerzett. 1962 és 1965 között ugyanitt volt tanár, emellett pedig a Dubuque Egyetem tanszékvezetője volt, 1966-tól az Arkansas-i Egyetem tanszékvezető egyetemi tanára. 1997-ben ezer dollárral segítette a Losonci Magyar Tannyelvű Alapiskolát.